# Hüpstedt
Hüpstedt ist ein Dorf im Obereichsfeld und zugleich Ortsteil der Stadt und Landgemeinde Dingelstädt im Landkreis Eichsfeld in Thüringen.

## Lage
Hüpstedt liegt auf dem Dün ungefähr zwölf Kilometer nördlich von Mühlhausen. Die Gemarkung liegt auf einem nach Süden geneigten Plateau aus Muschelkalk, die höchsten Erhebungen in der Umgebung sind der Köhlerberg (504,9 m ü. NN) im Kirchholz, nördlich von Hüpstedt, der Hellhorn (493,4 m ü. NN) im Westen und die Sollstedter Warte (bis 450 m ü. NN) im Südosten. Fließende und stehende Gewässer gibt es in der Gemarkung nicht, südlich liegt aber ein Quellarm der Helbe, welcher auf Grund der starken Verkarstung über längere Zeit trocken liegt und nur bei Schneeschmelze und stärkeren Niederschlägen Wasser führt.
Nachbarorte sind Beberstedt im Südwesten, Niederorschel im Norden, Zaunröden im Osten und Eigenrode im Süden. Im Ortsteil treffen sich die Landesstraßen 1032 und 1015 und verbinden mit den umliegenden Ortschaften. Von 1913 bis 1947 war Hüpstedt über die Obereichsfelder Kleinbahn an das regionale Bahnnetz angeschlossen.

## Geschichte
Am 7. Dezember 1124 wurde das Dorf erstmals urkundlich erwähnt. Im Jahre 1294 kam Hüpstedt mit den Ämtern Scharfenstein, Gleichenstein und Birkenstein durch Verkauf an die Kurmainzer Erzbischöfe. In einer Urkunde aus dem Jahr 1317 geht das Lehensrecht vom Grafen Heinrich von Gleichenstein an Kurmainz, Lehensnehmer sind die Brüder Albrecht und Herdeinus gen. von Worbis, die es an das Kloster Reifenstein verkaufen.  Der Ort gehörte nunmehr zum kurmainzischen Eichsfeld. Neben dem Kloster Reifenstein besaßen noch die Herren vom Hagen Besitzungen und Rechte in Hüpstedt. Im Jahr 1272 wird ein Vogt Heinrich von Hüpstedt erwähnt (Henricus de hopphingestedt advocatus noster), 1573 ein Burkhaus, der adlige Wohnsitz derer von Hagen wurde 1592 errichtet. Im Bauernkrieg waren Hüpstedter Bürger auch an der Plünderung des Klosters Reifenstein am 29. April 1525 und vermutlich auch an dessen Zerstörung durch den Mühlhäuser Haufen am 2. Mai beteiligt. In der Reformationszeit war von 1551 bis 1578 ein evangelischer Pfarrer in Hüpstedt eingesetzt worden, trotz verschiedener Maßnahmen der protestantischen gewordenen Gerichtsherren war ein Großteil der Bewohner katholisch geblieben. 1588 wurde der hagensche Besitz geteilt und Christoph von Hagen wurde Besitzer von Hüpstedt, Oberorschel und Niedergebra, das adlige Gericht vom Hagen-Hüpstedt entstand.
1802/03 kam Hüpstedt zu Preußen, von 1807 bis 1813 gehörte es zum Kanton Dingelstädt im Königreich Westphalen und von 1815 bis 1945 zum preußischen Landkreis Worbis, welcher dann dem Land Thüringen angegliedert wurde. Von 1946 bis 1950 gehörte es zum Landkreis Nordhausen und danach zum Landkreis bzw. Kreis Mühlhausen im Bezirk Erfurt.
Von 1912 bis 1924 wurde in Hüpstedt Kalisalz gefördert und man baute dafür eine Eisenbahnstrecke, von 1913 bis 1947 war der Ort an die Bahnstrecke Silberhausen–Hüpstedt mit einem eigenen Bahnhof angeschlossen.
Von Mitte November 1944 bis März 1945 befand sich im Ort ein Ausweichlager, in dem Zwangsarbeiter aus verschiedenen Ländern gefangen waren.
Das von jeher landwirtschaftlich geprägte Dorf ging auch den Weg der Kollektivierung in der DDR und fand nach 1989 neue Formen der Landarbeit. Im Ort lebten 2009 1550 Personen.
Am 1. Januar 1994 schlossen sich die Gemeinden Beberstedt, Hüpstedt und Zaunröden zur neuen Gemeinde Dünwald zusammen.
Als Ergebnis einer Bürgerbefragung wurde die Gemeinde Dünwald am 1. Januar 2023 aufgelöst und Hüpstedt ein Teil der Stadt Dingelstädt, wodurch es vom Unstrut-Hainich-Kreis in den Landkreis Eichsfeld wechselte.

### Namensherkunft
Die erste schriftliche Erwähnung erfolge als Huppingestede. Der erste Wortteil dürfte von einem Vornamen Hupping (von Hugbert) abgeleitet sein und verkürzt auf Hüp- wurde. Der zweite Wortteil -stedt ist der Hinweis auf eine Siedlungsstelle, im mittelniederdeutschen auch -stede. Eine weitere Deutung wird im Wortteil hup für sich wölben, nach der Höhe gehen, als eine hochgelegene Stätte gesehen.

### Rittergut Hüpstedt

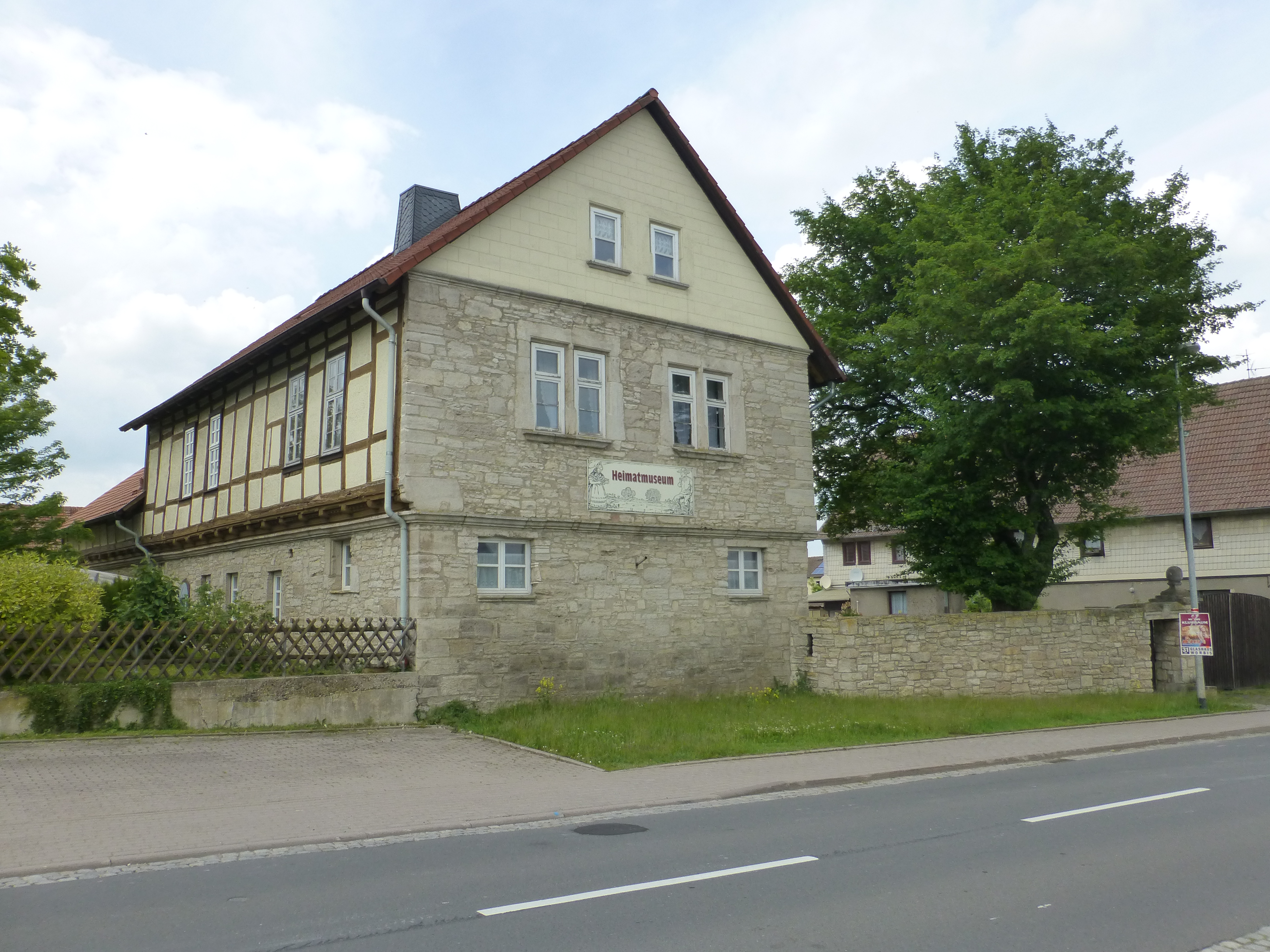
Das ehemalige Rittergut Hüpstedt

Die Ritterfamilie von Hagen hatten bereits vor 1268 Besitz in Hüpstedt, als Günter von Hagen zugunsten des Klosters Reifenstein auf Güter verzichteten. Gleichzeitig entbindet er den Egbert von Hüpstedt von einem Lehnseides in Keula. 1419 geht es um Rechtsstreitigkeiten zwischen den Rittern und dem Kloster in Hüpstedt. 1588 teilte die Familie von Hagen, die in Deuna sesshaft war, ihren Besitz auf. Christoph von Hagen erhielt Hüpstedt und erbaute sich einen Herrensitz mit Herrenhaus und Wirtschaftsgebäuden im Ort. Das Portal gibt noch heute mit den Wappen der Erbauer Auskunft. Vermutlich gab es aber bereits einen Vorgängerbau, das 1573 Burghaus genannt wurde. Das Gut wurde dann Sitz des adligen Gerichts von Hagen-Hüpstedt. Vermutlich gehörte auch der Nachbarort Zaunröden zum Gericht. Nach dem Tod des Christoph im Jahr 1614 wurde sein gleichnamiger Sohn Herr zu Hüpstedt und ließ seine Initialen am Kellereingang anbringen. Dessen Sohn Henrich Sittig starb 1696 in Hüpstedt, wurde aber in Zaunröden begraben. Da er ohne Nachkommen starb, ging das Gut an seinen Neffen Christoph von Hagen. Dessen Sohn Friedrich-Christoph war von 1706 bis 1765 Besitzer des Gutes und ließ eine Sonnenuhr mit einer Inschrift am Gutshaus anbringen. Dessen Sohn Johann Wilhelm starb 1782 als hessisch-kasselischer Rittmeister in Amerika, ohne männliche Nachkommen ging der Besitz an seinen Onkel Wilhelm-Adolf zu Stöckey. Christoph Friedrich vom Hagen auf Möckern war nächster Besitzer und wurde 1804 in den Grafenstand erhoben. Graf Hans Julius Eberhard vom Hagen lässt sich in Rüdigershagen nieder und verkaufte den Besitz in Hüpstedt 1930 an den preußischen Staat. Dieser richtet eine Domäne ein und verkauft diese 1936 an einen hessischen Käufer.
1945 wurde das Gut mit 500 Morgen Land enteignet und an Neubauern aufgeteilt. Von der ursprünglich 100 × 75 Meter großen dreiseitigen Hofanlage wurden mehrere Gebäudeteile abgerissen, nur das Herrenhaus blieb in wesentlichen Teilen erhalten. Das Herrenhaus wurde dann Verwaltungssitz der örtlichen LPG, später diente es verschiedenen Funktionen. 1995 ging das Gebäude endgültig in den Besitz der Gemeinde über und wurde saniert.

## Wirtschaft
In vorindustrieller Zeit konnte die bäuerliche Landwirtschaft auf den kargen Muschelkalkböden des Dün die einheimische Bevölkerung nur schwer ernähren. Mit Handwerk und Heimarbeit im Nebenerwerb verbessert man das Einkommen. Heute sind neben der Landwirtschaft zahlreiche Handwerksbetriebe und Dienstleister im Ort ansässig. Am nordöstlichen Ortsrand wurde ein Gewerbegebiet erschlossen.

### Kaliabbau

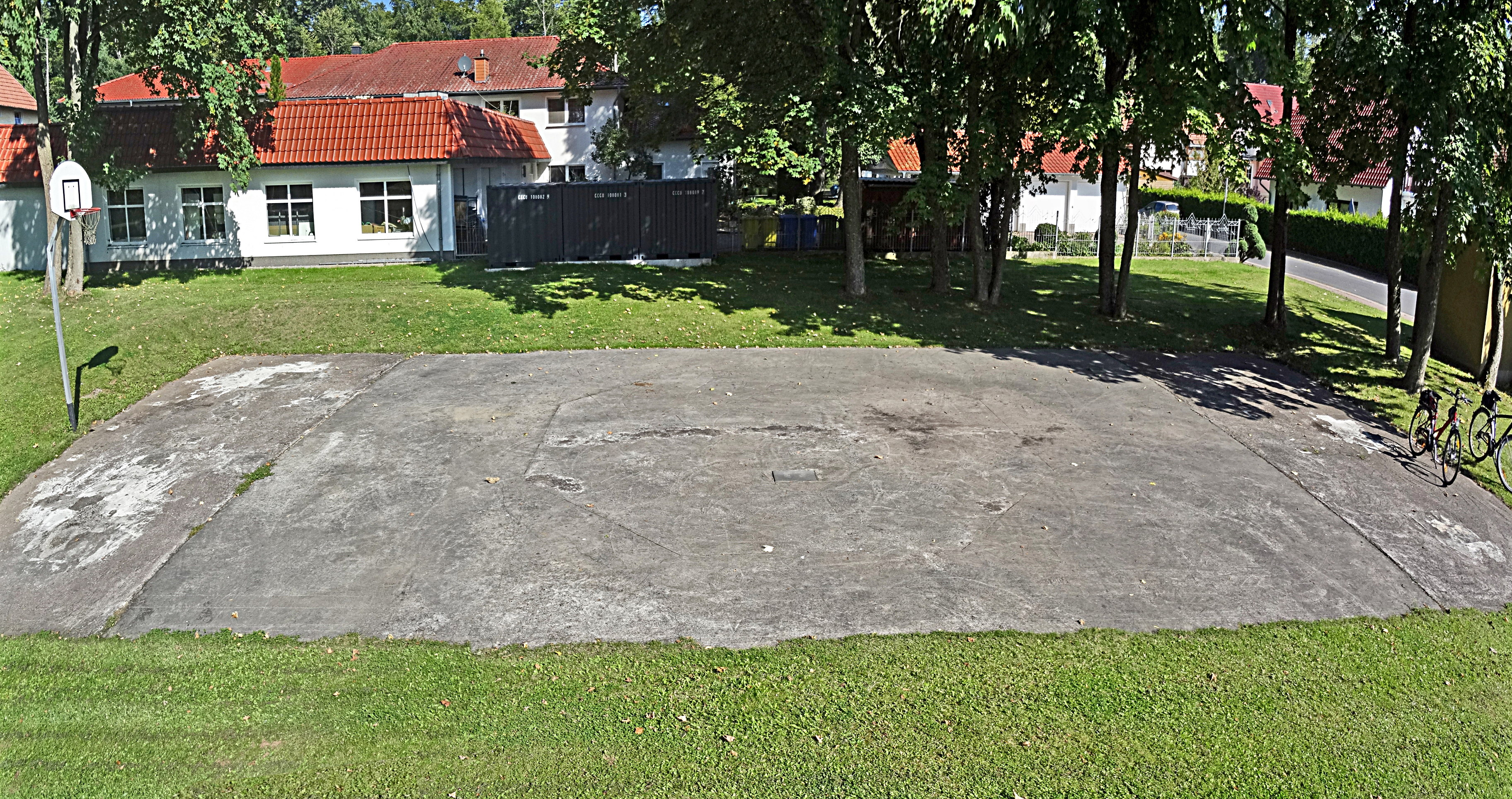
Die verschlossene Schachtöffnung Felsenfest

Nachdem Erkundungsbohrungen im Jahr 1907 erfolgreich waren, wurden bei Hüpstedt in den Jahren 1910 bis 1911 drei Schächte abgeteuft (Schacht Felsenfest, Schacht Hüpstedt und Schacht Beberstedt). Durch die Kalibohrgesellschaft Felsenfest als Tochter der Deutschen Tiefbohr-AG wurde am Hüpstedter Körnerberg 1910 das Kaliwerk der „Gewerkschaft Felsenfest“ gegründet und der erste Schacht angelegt. Auf Grund der Bergpolizeiverordnung von 1907 wurde östlich des Werkes die „Gewerkschaft Hüpstedt“ mit einem separaten Schacht gegründet. 1912 wurde die Gerechtsame von Hüpstedt nochmals geteilt und die „Gewerkschaft Beberstedt“ für einen weiteren Schacht geschaffen. Die Finanzierung erfolgte über mehrere Banken, die Mehrheitsanteile von Hüpstedt und Beberstedt hatte die Wintershall-Gruppe.
Baubeginn für den Schacht Felsenfest war am Jahresende 1909, hatte eine Tiefe von 868 Meter und einen Durchmesser von 4,5 m. Die unmittelbar benachbarten Schächte Hüpstedt und Beberstedt wurden 1912 mit einem Durchmesser von 4,0 m und einer Tiefe von 880 m geteuft. Die Kaliförderung begann in den Schächten Felsenfest und Hüpstedt im Jahr 1912 sowie Beberstedt 1913. Im gleichen Jahr fuhren auch die ersten Züge der Obereichsfelder Kleinbahn für den Abtransport der Kaliprodukte. Von allen drei Kaliwerken würde 1916 die „Chemische Fabrik GmbH“ gegründet und 1920 in Betrieb genommen. Hier wurden chemische Erzeugnisse hergestellt und veredelt, unter anderem medizinische Salze wie Glaubersalz. Dabei entstehende Laugen wurden in alten Bohrlöchern versenkt, was zur Versalzung von Trinkwasserbrunnen in Zella und Helmsdorf führte. Angedachte Laugenentsorgungen in die Werra bzw. Unstrut kamen wegen der hohen Kosten nicht zur Ausführung.
Wegen der weltweiten Überproduktion und der schlechter werdenden Hartsalzvorkommen wurde der Kaliabbau bereits im Jahr 1924 wieder eingestellt. 1925 wurde durch die drei Gewerkschaft der Antrag auf Stilllegung der Werke gestellt, in den Folgejahren erfolgte der Abbruch der Schächte und Fabriken. Damit verschwanden auch die Arbeitsplätze für die Anwohner der Umgebung, die im Jahr 1920 einen Höchststand mit 539 erreicht hatte. Die Rückstandshalden wurden zurückgebaut, erhalten geblieben sind nur einige Werksanlagen, die Werkswohnungen und bis 1947 noch die Bahnanlagen. Nach der Wiedervereinigung wurden die über 800 m tiefen Schachtanlagen endgültig verwahrt und gesichert.

## Persönlichkeiten
- Andreas Huke (* 3. Dezember 1876 in Hüpstedt; † 26. Januar 1962 in Heilbad Heiligenstadt) Gewerkschaftssekretär, Politiker und MdR (Zentrum)
- Edgar Rademacher (* 11. Februar 1941 in Hüpstedt; † 21. August 2024 in Hüpstedt), Ingenieur für Hochfrequenztechnik, Dipl.-Ing. für Technische Kybernetik, freier Journalist und Ortschronist
- Benno Kaufhold (* 16. März 1953 in Hüpstedt), deutscher Politiker (CDU)

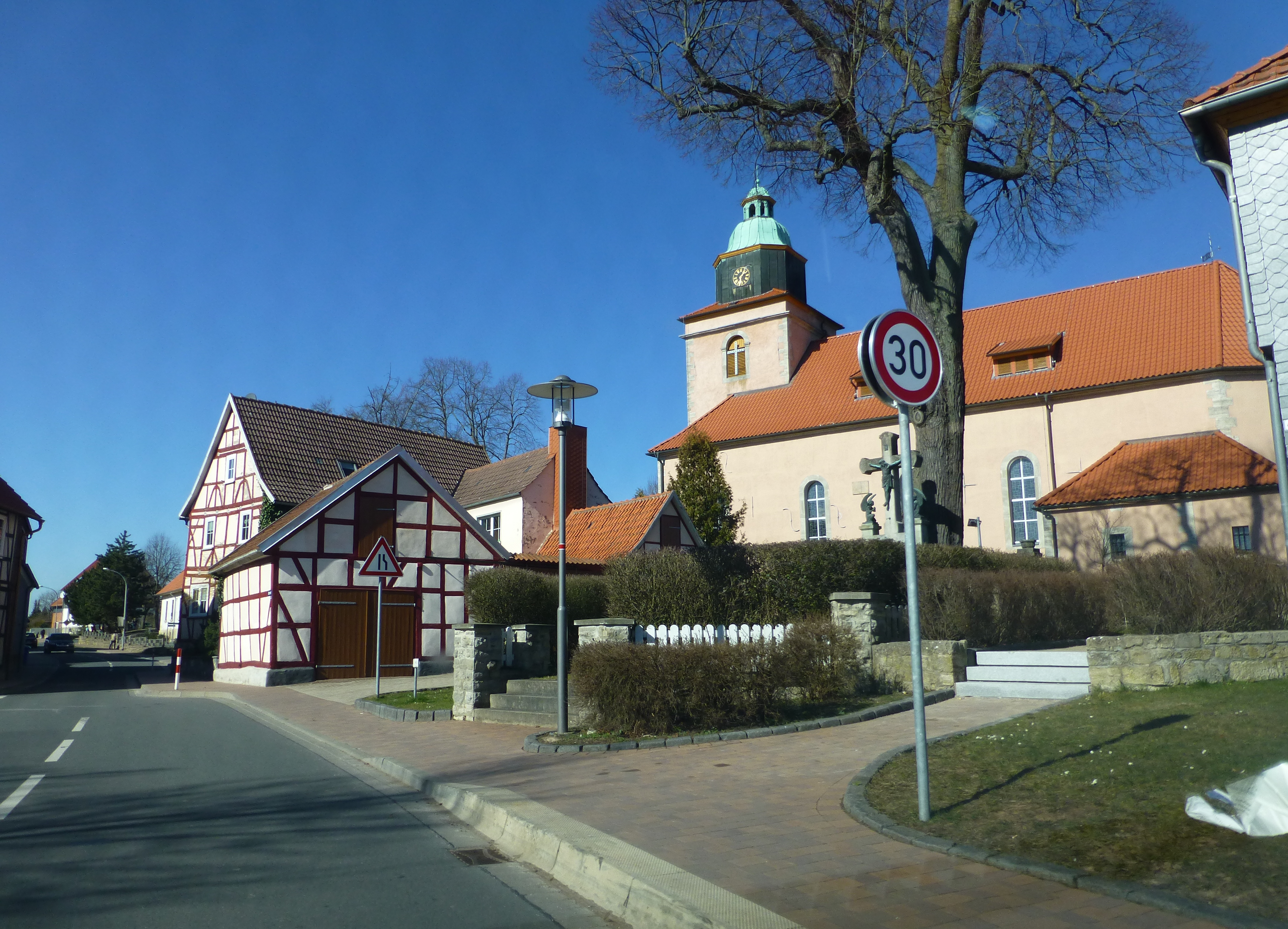
Ortsansicht mit Kirche St. Martin

## Sehenswertes
- die Kirche St. Martin
- das ehemalige Gutshaus und jetzige Heimatmuseum (mit Wappen derer von Hagen (für Christoph) und Westernhagen (für dessen Ehefrau Christiane))
- das Klüschen
- der Mühlhäuser Landgraben an der südlichen Gemeindegrenze